# Anna O.

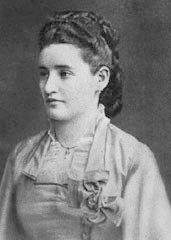
Bertha Pappenheim (Anna O.)

Anna O. is het pseudoniem van een patiënte van Josef Breuer, door hem beschreven in het samen met  Sigmund Freud gepubliceerde boek Studien über Hysterie (1895). Het geldt als het eerste echte voorbeeld van psychoanalyse. 
Anna O. was in werkelijkheid de Joods-Oostenrijkse Bertha Pappenheim (1859-1936), die later een vooraanstaand feministe werd.

## Behandeling door Breuer

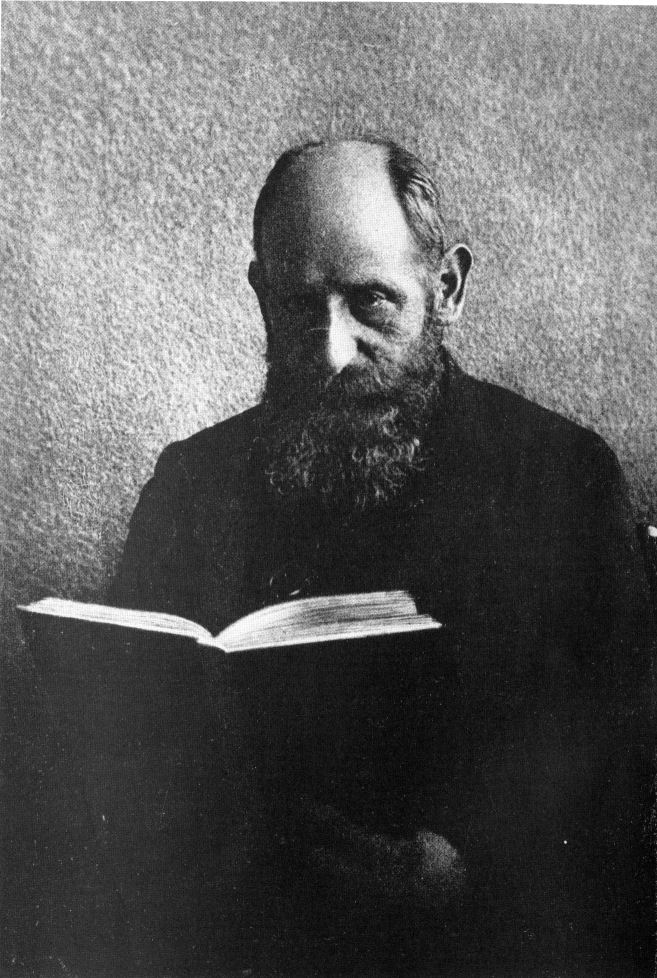
Psychoanalyticus Josef Breuer

Anna O. was een mooie, intelligente jonge vrouw uit een streng-burgerlijk milieu, in Breuers woorden “bijzonder beschaafd, maar seksueel verbazingwekkend onderontwikkeld”. 
Anna O. werd ziek in 1880, toen ze eenentwintig was, en kwam bij Breuer in behandeling. Ze toonde verschijnselen van hysterie, versterkt door de terminale ziekte van haar vader, aan wie ze zeer gehecht was. Ze hoestte zwaar en leed aan een verminderde eetlust, hoofdpijnen, aanvallen van opgewondenheid, vreemde gezichtsstoornissen, scheelheid en zelfs gedeeltelijke verlammingen (conversieverschijnselen). Vanaf 1881 kwamen daar nog langdurige aanvallen van slaperigheid bij en snelle stemmingswisselingen. Ook hallucineerde ze over zwarte slangen, schedels en skeletten en kreeg in toenemende mate last van haar spraak. Na de dood van haar vader werden de symptomen nog heviger. Ze ontwikkelde twee verschillende persoonlijkheden, waarvan er een buitengewoon onhandelbaar was.

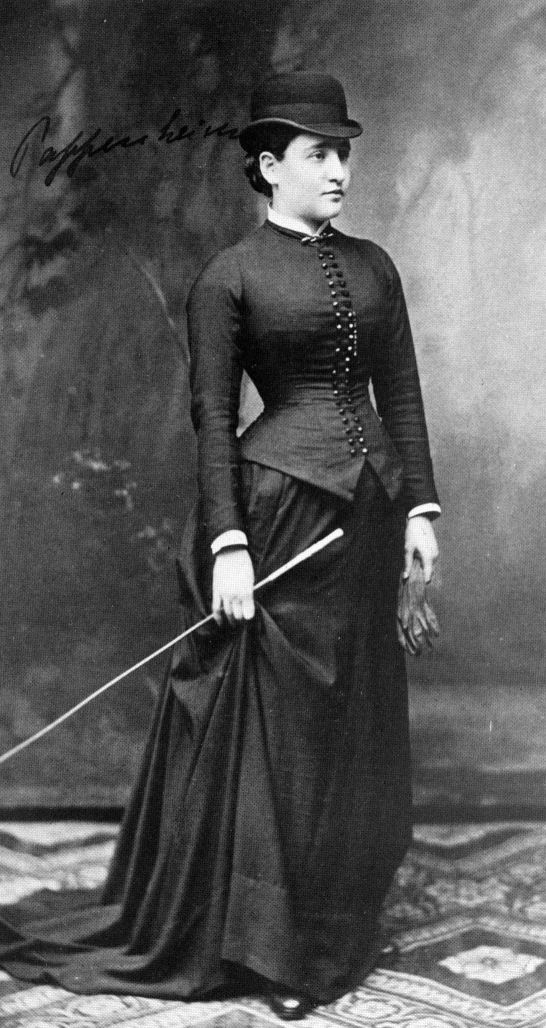
Bertha Pappenheim (Anna O.) in sanatorium Bellevue, Kreuzlingen

Breuer behandelde Anna O. volgens de methode van de hypnotische suggestie. Tijdens de hypnose haalde Anna O. allerlei herinneringen op, hetgeen leidde tot een proces van catharsis en tijdelijke verlichting bracht.
Een keerpunt in de therapie ontstond in de lente van 1882, toen Anna O. ineens niet meer in staat bleek tot drinken, hoewel ze smachtte van de dorst. Pas toen ze Breuer onder hypnose vertelde van haar afkeer van een Engelse gouvernante die haar hondje uit een glas had laten drinken, verdween haar ‘watervrees’. Breuer nam deze manier van behandelen snel over en merkte op dat Anna O. vervolgens in een toestand van hypnose al haar symptomen wist te herleiden tot specifieke voorvallen die er, met name tijdens de ziekte van haar vader, oorzaak van waren geweest. Op deze wijze werden haar symptomen volgens Breuer “wegerzählt” om vervolgens te verdwijnen. Het hele proces verliep overigens verre van gemakkelijk, aldus Breuer, met name omdat de symptomen pijnlijk sterk terugkeerden op het moment dat ze de oorzaak voor het eerst benoemde. Dat de kuur toch slaagde was volgens Breuer vooral te danken aan Anna O.’s uitermate creatieve denkwerk in het hele proces en haar energieke doorzettingsvermogen.
Om verder te herstellen stuurde Breuer Anna O. in de zomer van 1892 naar het Sanatorium Bellevue in Kreuzlingen, dat toen geleid werd door Robert Binswanger, zoon van de oprichter. Na drie maanden liet ze Breuer weten zich een stuk beter te voelen, maar vertoonde ze nog steeds vreemde zenuwpijnen en bijvoorbeeld ook een tijdelijk verlies van het vermogen Duits te spreken. Ook in latere jaren had ze nog regelmatig inzinkingen, wat haar echter niet belette uiteindelijk een belangrijk leidster te worden binnen de Oostenrijkse feministische beweging.

## Interpretatie door Freud
Breuer vertelde Freud voor de eerste keer over Anna O. in november 1882. Ook later bleven ze veelvuldig over het geval Anna O. corresponderen. De casus opende Freuds ogen voor de betekenis van de catharsis en baande de weg voor zijn uiteindelijk revolutionaire psychoanalytische inzichten. Al snel kwam Freud ook tot de conclusie dat hypnose geenszins noodzakelijk was voor het therapeutisch proces, maar dat het ook prima kon met behulp van de cathartische gesprekstechniek.
Vanuit de correspondentie met Breuer over Anna O. kwam Freud bovendien tot nieuwe interpretaties van haar hallucinaties en symptomen. Hij leidde ze vooral terug tot de verstikkende omgeving waarin ze leefde. Meer in het bijzonder gaf hij allerlei verklaringen van seksuele aard. Zo verhaalde Freud later in een brief aan Stefan Zweig dat Breuer haar. een keer krimpend van de buikpijn had aangetroffen, terwijl ze uitriep: “het kind van dokter B. komt eraan”. Verschrikt liep Breuer weg en droeg de behandeling van Anna O. tijdelijk over aan een collega. “Op dat moment”, schreef Freud, “had Breuer de sleutel in handen, maar hij was niet bereid hem te gebruiken”. Volgens Freud had Anna O. (Bertha P.) bij Breuer slapende Oedipale verlangens gewekt naar zijn eveneens Bertha geheten moeder, die als jonge vrouw gestorven was toen hij nog maar drie jaar was. Breuer had zelf grote moeite “om alles maar op de seksualiteit te gooien”. Uiteindelijk zou de discussie over de interpretatie van de casus bijdragen aan de verwijdering tussen beide mannen in de loop van de jaren 1890.